# Março Paraguaio

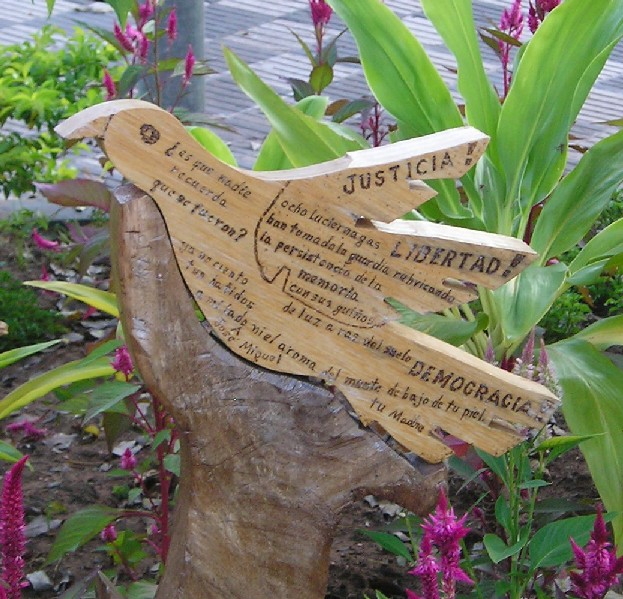
Placa em memória aos mortos na Praça da Independência durante os protestos do Março Paraguaio.

O Março Paraguaio foi uma crise política no Paraguai ocorrida devido ao assassinato do então vice-presidente Luis María Argaña, supostamente por parte de um comando paramilitar, no dia 23 de março de 1999. A oposição culpou o então presidente, o Colorado Raúl Cubas Grau, e também o homem forte da política paraguaia desse momento, Lino César Oviedo. A morte de Argaña provocou uma série de manifestações de opositores e apoiantes de Oviedo e do governo de Cubas, que desembocou no Massacre do Março Paraguaio, no qual morreram sete manifestantes contrários ao governo, e que produziu a renúncia de Cubas da presidência após a instauração de um processo de impeachment.

## Acontecimentos
Na manhã do dia 23 de março de 1999, aproximadamente às 7 horas, o vice-presidente Luis María Argaña se deslocava de sua residência ao palácio do governo, quando seu veículo foi interceptado por um veículo particular no qual se encontrava um comando paramilitar. Na rua diagonal Molas López, de Assunção, ele foi parado e assassinado junto a seu chauffeur e um guarda pessoal, que sobreviveria ao ataque. O acontecimento comoveu ao país e foi organizada uma manifestação dos partidários de Argaña ao lado dos opositores do governo de Raúl Cubas Grau, que foi reprimida pela polícia nacional paraguaia.
Na noite do dia 24 de março, em um novo confronto, foi assassinado um jovem camponês, que recebeu um tiro na cabeça. No dia 25 de março, no fim da tarde, a polícia do Paraguai reprimiu aos opositores de Oviedo, desocupando a praça, tendo os manifestantes posteriormente se reunido e respondido à repressão. Na noite do dia 25 e na madrugada do dia 26 de março, ocorreu o que se conhece como O Massacre do Março Paraguaio, onde sete manifestantes, opositores de Oviedo, foram assassinador por franco-atiradores.